# Hạnh phúc: Chung cư có độc
Hạnh phúc: Chung cư có độc hay Nắm giữ sinh mệnh (Tên tiếng Hàn: 해피니스; RR: Haepiniseu; Tên tiếng Anh: Happiness) là tên một bộ phim truyền hình Hàn Quốc phát sóng năm 2021, với các diễn viên chính là Han Hyo-joo, Park Hyung-sik, và Jo Woo-jin. Đây là một bộ phim kịch tính lấy đề tài thảm họa bệnh dịch, trong phim các căn bệnh truyền nhiễm dần trở thành một phần của trạng thái bình thường mới. Bộ phim do Studio Dragon sản xuất, phát sóng trên tvN vào khung giờ 22:40 (KST) thứ Sáu và thứ Bảy hằng tuần, bắt đầu từ ngày 5 tháng 11, 2021 và kết thúc vào ngày 11 tháng 12, 2021.. Phim cũng có thể xem trên dịch vụ iQIYI tại một số vùng lãnh thổ.

## Nội dung
Tình tiết phim diễn ra trong bối cảnh các căn bệnh truyền nhiễm trở thành một phần của trạng thái bình thường mới. Bối cảnh phim là một khu chung cư mới xây, các tầng trên để bán và các tầng dưới cho thuê. Phim khắc họa một cuộc đấu tranh tâm lý khó nhận thấy và sự phân biệt tầng lớp diễn ra tại nơi đây. Cả thành phố chấn động khi một thảm họa ập tới, đó là một căn bệnh truyền nhiễm mới, khiến cho những người mắc bệnh phải chịu đựng cơn khát bất tận.

## Diễn viên

### Diễn viên chính
- Han Hyo-joo trong vai Yoon Sae-bom

Là thành viên của đội cảnh sát đặc nhiệm, Sae-bom rất cương quyết, kiên cường và không dễ gì rơi vào trạng thái lo âu. Cô rất phấn khích khi chuyển tới căn hộ mới, nhưng chẳng bao lâu sau khi chuyển tới nơi đây cô đã phải đối mặt với một cuộc khủng hoảng.
- Park Hyung-sik trong vai Jung Yi-hyun

Là một cảnh sát điều tra thông minh và thẳng tính và lâu nay luôn dành tình cảm cho Sae-bom. Họ cùng học một trường trung học. Yi-hyun luôn nỗ lực bảo vệ Sae-bom và mọi người. 
- Jo Woo-jin trong vai Han Tae-seok

Là trung tá quân đội và đảm nhiệm vị trí chỉ huy đơn vị y tế. Anh là người nắm giữ chìa khóa giải quyết đợt bùng phát dịch bệnh này.

### Diễn viên phụ

#### Người thân của Jung Yi-hyun
- Seo Hyun-chul trong vai cha Yi-hyun[7]
- Jung Jae-eun trong vai mẹ Yi-hyun[7]

#### Diễn viên khác
- Baek Hyun-jin trong vai Oh Joo-hyung, bác sĩ da liễu[8]
- Han Da-sol trong vai Bo-ram, nhân viên siêu thị[9]
- Lee Ji-ha trong vai Jo Ji-hee[10]
- Moon Ye-won trong vai Woo Sang-hee, bác sĩ da liễu[11]
- Park Hee-von trong vai Na Hyun-kyung, nhà văn sáng tác truyện tình cảm trên web.
- Park Hyung-soo trong vai Kook Hae-seong, luật sư[12]
- Park Joo-hee trong vai Ji-soo, trung úy[13]
- Kim Young-woong trong vai Go Se-kyu, nhân viên công ty vệ sinh[14]
- Na-cheol trong vai Na Soo-min, anh trai của Na Hyun-kyung[15]
- Cha Soon-bae trong vai Seon Woo-chang, mục sư[16]
- Yoo Ji-yeon trong vai vợ của Han Tae Seok[17]
- Lee Joo-seung trong vai Andrew, nhân viên công ty vệ sinh[18]
- Han Jun-woo trong vai Kim Se-hoon[19]
- Kang Han-sam trong vai BJ Kim Dong-hyun[20]
- Bae Hae-sun trong vai Oh Yeon-ok[21]
- Lee Jun-hyeok trong vai Kim Jung-kook, điều tra viên[22]
- Hong Soon-chang trong vai Kim Hak-je[22]
- Lee Joo-sil trong vai Ji Sung-sil[22]
- Jeong Woon-seon trong vai Shin So-yoon[22]
- Joo Jong-hyuk trong vai Kim Seung-beom[22]
- Song Ji-woo trong vai Park Seo-yoon[22]

### Vai diễn khách mời
- Lee Kyu-hyung trong vai Lee Seung-young, đồng đội của Sae-bom (Tập 1, 2) [23]

## Sản xuất
Bộ phim Hạnh phúc: Chung cư có độc do Ahn Gil-ho đạo diễn và Han Sang-woon viết kịch bản, hai người đã từng hợp tác trong bộ phim Người giám sát, chiếu trên kênh OCN năm 2019. Ahn Gil-ho từng tham gia nhiều bộ phim thành công như Ký sự thanh xuân, Ký ức Alhambra và Khu rừng bí mật. Còn biên kịch Han Sang-woon là người viết kịch bản cho phim The Good Wife - làm lại từ một bộ phim truyền hình Hoa Kỳ năm 2016.
Hạnh phúc: Chung cư có độc là dự án phim đầu tiên mà Park Hyung-sik tham gia kể từ khi anh xuất ngũ vào ngày 1 tháng 1 năm 2021. Bộ phim này cũng đánh dấu màn tái xuất của Han Hyo-joo trong mảng phim truyền hình Hàn Quốc kể từ phim Hai thế giới năm 2016.
Buổi đọc kịch bản đầu tiên được tổ chức ngày 7 tháng 5 năm 2021 và tiến trình quay phim bắt đầu từ ngày 11 tháng 5.

## Nhạc phim

### Phần 1
| Phát hành 20 tháng 11 năm 2021 | Phát hành 20 tháng 11 năm 2021 | Phát hành 20 tháng 11 năm 2021 | Phát hành 20 tháng 11 năm 2021 | Phát hành 20 tháng 11 năm 2021 | Phát hành 20 tháng 11 năm 2021 |
| STT                            | Nhan đề                        | Phổ lời                        | Phổ nhạc                       | Ca sĩ                          | Thời lượng                     |
| ------------------------------ | ------------------------------ | ------------------------------ | ------------------------------ | ------------------------------ | ------------------------------ |
| 1.                             | "What Lies Ahead"              | Joe Layne                      | Joe Layne                      | Joe Layne                      | 3:40                           |
| Tổng thời lượng:               | Tổng thời lượng:               | Tổng thời lượng:               | Tổng thời lượng:               | Tổng thời lượng:               | 3:40                           |

### Phần 2
| Phát hành 4 tháng 12 năm 2021 | Phát hành 4 tháng 12 năm 2021 | Phát hành 4 tháng 12 năm 2021 | Phát hành 4 tháng 12 năm 2021 | Phát hành 4 tháng 12 năm 2021 | Phát hành 4 tháng 12 năm 2021 |
| STT                           | Nhan đề                       | Phổ lời                       | Phổ nhạc                      | Ca sĩ                         | Thời lượng                    |
| ----------------------------- | ----------------------------- | ----------------------------- | ----------------------------- | ----------------------------- | ----------------------------- |
| 1.                            | "Pain"                        | Cray Bin                      | Cray Bin                      | Isaac Hong                    | 3:23                          |
| 2.                            | "Pain" (Inst.)                |                               | Cray Bin                      |                               | 3:23                          |
| Tổng thời lượng:              | Tổng thời lượng:              | Tổng thời lượng:              | Tổng thời lượng:              | Tổng thời lượng:              | 6:47                          |

### Phần 3
| Phát hành 11 tháng 12 năm 2021 | Phát hành 11 tháng 12 năm 2021 | Phát hành 11 tháng 12 năm 2021 | Phát hành 11 tháng 12 năm 2021 | Phát hành 11 tháng 12 năm 2021 | Phát hành 11 tháng 12 năm 2021 |
| STT                            | Nhan đề                        | Phổ lời                        | Phổ nhạc                       | Ca sĩ                          | Thời lượng                     |
| ------------------------------ | ------------------------------ | ------------------------------ | ------------------------------ | ------------------------------ | ------------------------------ |
| 1.                             | "ENIGMA"                       | Naiv                           | Naiv                           | Jemma                          | 3:38                           |
| 2.                             | "ENIGMA" (Inst.)               |                                | Naiv                           |                                | 3:38                           |
| Tổng thời lượng:               | Tổng thời lượng:               | Tổng thời lượng:               | Tổng thời lượng:               | Tổng thời lượng:               | 7:16                           |

## Tỉ lệ người xem
| Mùa | Mùa | Số tập | Số tập | Số tập | Số tập | Số tập | Số tập | Số tập | Số tập | Số tập | Số tập | Số tập | Số tập | Trung bình |
| Mùa | Mùa | 1      | 2      | 3      | 4      | 5      | 6      | 7      | 8      | 9      | 10     | 11     | 12     | Trung bình |
| --- | --- | ------ | ------ | ------ | ------ | ------ | ------ | ------ | ------ | ------ | ------ | ------ | ------ | ---------- |
|     | 1   | 761    | 793    | 852    | 905    | 939    | 804    | 959    | 833    | 942    | 895    | 958    | 1110   | 896        |

| Tập | Ngày phát sóng            | Tỉ lệ người xem trung bình (Nielsen Korea) | Tỉ lệ người xem trung bình (Nielsen Korea) |
| Tập | Ngày phát sóng            | Toàn quốc                                  | Seoul                                      |
| --- | ------------------------- | ------------------------------------------ | ------------------------------------------ |
| 1 | Ngày 5 tháng 11 năm 2021  | 3,300%                                     | 4,103%                                     |
| 2 | Ngày 6 tháng 11 năm 2021  | 3,196%                                     | 3,679%                                     |
| 3 | Ngày 12 tháng 11 năm 2021 | 3,574%                                     | 3,862%                                     |
| 4 | Ngày 13 tháng 11 năm 2021 | 3,324%                                     | 3,841%                                     |
| 5 | Ngày 19 tháng 11 năm 2021 | 3,542%                                     | 4,217%                                     |
| 6 | Ngày 20 tháng 11 năm 2021 | 3,084%                                     | 3,494%                                     |
| 7 | Ngày 26 tháng 11 năm 2021 | 3,539%                                     | 4,176%                                     |
| 8 | Ngày 27 tháng 11 năm 2021 | 3,251%                                     | 3,597%                                     |
| 9 | Ngày 3 tháng 12 năm 2021  | 3,740%                                     | 4,377%                                     |
| 10 | Ngày 4 tháng 12 năm 2021  | 3,263%                                     | 3,735%                                     |
| 11 | Ngày 10 tháng 12 năm 2021 | 3,543%                                     | 3,857%                                     |
| 12 | Ngày 11 tháng 12 năm 2021 | 4,185%                                     | 4,433%                                     |
| Trung bình | Trung bình                | %                                          | %                                          |
| - Trong bảng này, số màu xanh thể hiện tỉ lệ xem thấp nhất, còn số màu đỏ thể hiện tỉ lệ xem cao nhất. - Bộ phim này được phát sóng trên kênh truyền hình cáp/trả phí nên số lượng người xem thấp hơn so với truyền hình miễn phí (KBS, SBS, MBC và EBS). |                           |                                            |                                            |